# Cubo de la Solana
Cubo de la Solana é um município da Espanha na província de Sória, comunidade autónoma de Castela e Leão, de área 132,84 km² com população de 232 habitantes (2006) e densidade populacional de 1,72 hab/km².

É um município soriano de 193 habiantes que compreende Ituero e outros cinco núcleos de população distantes entre si. Sofre um processo profundo de despovoamento.

## Demografia
| Variação demográfica do município entre 1991 e 2004 | Variação demográfica do município entre 1991 e 2004 | Variação demográfica do município entre 1991 e 2004 | Variação demográfica do município entre 1991 e 2004 |
| --------------------------------------------------- | --------------------------------------------------- | --------------------------------------------------- | --------------------------------------------------- |
| 1991                                                | 1996                                                | 2001                                                | 2004                                                |
| 352                                                 | 280                                                 | 244                                                 | 229                                                 |